# Nick Adenhart
Nicholas James "Nick" Adenhart, född den 24 augusti 1986 i Silver Spring i Maryland, död den 9 april 2009 i Orange i Kalifornien, var en amerikansk professionell basebollspelare som spelade delar av två säsonger i Major League Baseball (MLB) 2008–2009. Adenhart var högerhänt pitcher.
Adenhart spelade för Los Angeles Angels of Anaheim i sin MLB-karriär, men gick tragiskt bort just som den andra säsongen hade börjat, i en ålder av 22 år. Sammanlagt spelade han fyra matcher i MLB och var 1-0 (en vinst och noll förluster) med en earned run average (ERA) på 6,00 och nio strikeouts.
Adenhart gick på Williamsport High School, där han gick ut 2004 och blev vald som 413:e spelare totalt i draften samma år.
Hans debut för Angels var den 1 maj 2008. Sedan spelade han endast två matcher till den säsongen innan han degraderades till farmarligorna igen.
2009 var han tillbaka på major league-nivå och han spelade sin första match för året den 8 april, en match som blev hans sista. Han gjorde en väldigt bra match och pitchade sex inningar utan att släppa en enda poäng. Samma natt, strax efter midnatt, var bilen han åkte i inblandad i en bilolycka där den krockade med en onykter bilförare.